# Elasmias kitaiwojimanum
Elasmias kitaiwojimanum е вид коремоного от семейство Achatinellidae. Видът е световно застрашен, със статут Уязвим.

## Разпространение
Разпространен е в Япония (Бонински острови).